# Joachim Graswurm
Hans-Joachim Graswurm (* 20. September 1934 in Berlin; † 9. Mai 1986 ebenda) war ein deutscher Jazzmusiker (Trompete, Flügelhorn, Arrangements, Komposition).

## Leben und Wirken
Bereits während seiner Zeit auf dem Ostberliner Konservatorium formierte Graswurm eigene Gruppen. Zwischen 1960 und 1962 spielte er in der Combo von Jürgen Fromm. Dann wechselte er ins von Günter Gollasch geleitete Rundfunk-Tanzorchester Berlin. Daneben  spielte er im Modern Blues Sextett und der Berlin-Leipzig-Combo, im Radio-Jazzensemble Studio IV, bei der Rockjazz-Gruppe SOK, bei Hans Rempel, im Tentett von Hubert Katzenbeier, der Allstar Band '73, als Gastsolist in der Modern Soul Band und bei Klaus Lenz, im Sextett von Günther Fischer, den Dixieland All-Stars Berlin, als Begleiter von Uschi Brüning und in Wolfgang Fiedlers Band Fusion. Er wirkte in den 1980er-Jahren auch als Dozent an der Hochschule für Musik „Hanns Eisler“ Berlin.
Am 13. Juni 1968 nahm er gemeinsam mit dem Jazz Ensemble Studio 4 am Montreux Jazz Festival teil.
Graswurm war mit der Sängerin Claudia Graswurm verheiratet.